# NGC 3684
NGC 3684 est une galaxie spirale située dans la constellation du Lion. NGC 3684 a été découverte par l'astronome germano-britannique William Herschel en 1784.

## Caractéristiques
La classe de luminosité de NGC 3684 est II-III et elle présente une large raie HI. Elle renferme également des régions d'hydrogène ionisé.

### Distance
Sa vitesse par rapport au fond diffus cosmologique est de 1 501 ± 24 km/s, ce qui correspond à une distance de Hubble de 22,1 ± 1,6 Mpc (∼72,1 millions d'al).
À ce jour, une dizaine de mesures non basées sur le décalage vers le rouge (redshift) donnent une distance de 20,570 ± 4,544 Mpc (∼67,1 millions d'al), ce qui est à l'intérieur des valeurs de la distance de Hubble.

### Morphologie
Eskridge, Frogel et Pogge ont publié un article en 2002 décrivant la morphologie de 205 galaxies spirales ou lenticulaires rapprochées. Les observations ont été réalisées dans la bande H de l'infrarouge et dans la bande B (le bleu). Selon Eskridge et ses collègues, NGC 3684 est de type SABc dans la bande B et SABb dans la bande H. Le bulbe  est petit et elliptique. Il est traversé par une barre proéminente. Cette galaxie présente un motif spiralé à deux bras qui émergent des extrémités du grand axe de la barre. Les bras sont peu contrastés, mais il ils présentent quelques nœuds, surtout dans le bras ouest. Ils sont cependant assez lisses. Les deux bras sont visibles sur ~300° avant de disparaître. 

## Trou noir supermassif
Selon un article basé sur les mesures de luminosité de la bande K de l'infrarouge proche du bulbe de NGC 3684, on obtient une valeur de 106,8 {\displaystyle M_{\odot }} (6,3 millions de masses solaires) pour le trou noir supermassif qui s'y trouve.

## Groupe de NGC 3686
NGC 3684 est une galaxie brillante dans le domaine des rayons X et elle fait partie du groupe de NGC 3686 qui comprend au moins 21 autres galaxies brillantes également dans le domaine des rayons X, dont NGC 3592, NGC 3607, NGC 3608, NGC 3626, NGC 3655, NGC 3659, NGC 3681, NGC 3686 et NGC 3691. Ce même groupe est aussi mentionné dans un article publié par A.M. Garcia en 1993, mais la galaxie NGC 3607 n'y figure pas. De plus, la galaxie PGC 35426 fait partie de la liste de Garcia, mais cette dernière ne brille pas dans le domaine des rayons X.